# María Díaz Cirauqui
María Díaz Cirauqui (Funes, Navarra, España, 5 de mayo de 1995) es una futbolista española. Juega de centrocampista y su equipo actual es el Al-Shabab de la Saudi Women's Premier League.

## Clubes
| Club          | País           | Año           |
| ------------- | -------------- | ------------- |
| Peña Sport    | España         | 2009-2010     |
| Osasuna       | España         | 2010-2013     |
| Zaragoza CFF  | España         | 2013-2014     |
| Real Sociedad | España         | 2014-2017     |
| Athletic Club | España         | 2017-2021     |
| FC Fleury 91  | Francia        | 2021          |
| Dijon FCO     | Francia        | 2022-2024     |
| Al-Shabab     | Arabia Saudita | 2024-presente |

## Estadísticas
Actualizado al último partido disputado el 15 de noviembre de 2020 (Incompleto)
| Athletic Club · España                   |            |    |   |   |   |   |   |    |   |
| 1.ª                                      | 2017-18    | 17 | 2 | 3 | 0 | - | - | 20 | 2 |
| 1.ª                                      | 2018-19    | 27 | 0 | 2 | 0 | - | - | 29 | 0 |
| 1.ª                                      | 2019-20    | 17 | 1 | 2 | 0 | - | - | 19 | 1 |
| 1.ª                                      | 2020-21    | 7  | 3 | 0 | 0 | - | - | 7  | 3 |
| Total club                               | Total club | 68 | 6 | 7 | 0 | 0 | 0 | 75 | 6 |
| (1) Incluye datos de la Copa de la Reina |            |    |   |   |   |   |   |    |   |